# Сплетка и љубав
Сплетка и љубав је југословенски телевизијски филм из 1960. године. Режирали су га Сава Мрмак и Јанез Шенк а сценарио је написан по истоименом делу Фридриха Шилера.

## Улоге
| Глумац             | Улога |
| ------------------ | ----- |
| Станко Буханац     |       |
| Ирена Колесар      |       |
| Предраг Лаковић    |       |
| Невенка Микулић    |       |
| Мирко Милисављевић |       |
| Никола Поповић     |       |
| Љубиша Самарџић    |       |
| Олга Спиридоновић  |       |
| Виктор Старчић     |       |
| Стево Жигон        |       |